# الکساندرا استیونسون
 الکساندرا استیونسون (انگلیسی: Alexandra Stevenson؛ زاده ۱۵ دسامبر ۱۹۸۰) یک تنیس‌باز اهل ایالات متحده آمریکا است.